# Bobartia robusta
Bobartia robusta är en irisväxtart som beskrevs av John Gilbert Baker. Bobartia robusta ingår i släktet Bobartia och familjen irisväxter. Inga underarter finns listade i Catalogue of Life.